# KunstenaarsCentrumBergen
Het KunstenaarsCentrumBergen (KCB) is een vereniging van beroepskunstenaars in schildersdorp Bergen. De vereniging biedt een podium aan beeldend kunstenaars die in Bergen wonen, werken of er een bijzondere band mee hebben. Het KCB heeft naast werkende leden (kunstenaars-leden) ook kunstlievende leden en donateurs. 

## Oprichting
Het KCB werd in 1947 opgericht. Het initiatief voor het KCB kwam onafhankelijk van elkaar tot stand in twee groepen. De ene groep bestond uit notabelen; de journalist en auteur Dirk Klomp, oud-gemeentearchitect Jan Hendrik Roggeveen en burgemeester Willem Huijgens. De andere groep bestond uit de kunstenaars Constant Nieuwenhuys, Adriaan Roland Holst en Charley Toorop. Tot de bekendste oud-leden behoren, naast de oprichters, onder anderen Jan Sluijters, Jaap Mooy, Lucebert en Simeon ten Holt. 

## Doelen
Het KCB heeft, ingevolge zijn statuten, ten doel om te Bergen (NH) en omgeving de kunst in het algemeen te bevorderen, alsmede bestaande kunstwerken te beschermen, in stand te houden en te behoeden; het werk van de aldaar woonachtige kunstenaars te bevorderen en te steunen; de inschakeling van een door het bestuur bevoegd geacht kunstenaar te bevorderen bij al dan niet massale productie van voorwerpen, alsmede het tegengaan van de productie, de expositie en het ten verkoop aanbieden van voorwerpen, die ten onrechte als kunstvoorwerp worden aangemerkt; en om in Bergen en omgeving een vruchtbare verstandhouding te scheppen tussen het artistieke en burger-element. De vereniging tracht deze doeleinden onder meer te verwezenlijken door het organiseren van tentoonstellingen, lezingen, concerten en andere samenkomsten waarbij in de eerste plaats de werkende leden tot optreden worden uitgenodigd; door het inrichten, in stand houden en exploiteren van een sociëteit, annex boekerij en door het aankopen van Bergense kunst.
In 1993 werd op initiatief van de Bergense kunstenaars en KCB-leden Karel Colnot, David Kouwenaar en Kees den Tex het Museum Kranenburgh geopend.

## Expositielocaties
Het KCB heeft in de loop van zijn bestaan diverse expositielocaties gehad. Een van de eerste exposities vond plaats in de kunstzaal van mecenas Piet Boendermaker, het latere atelier van Lucebert. Daarna volgden onder meer Het Huis met de Pilaren, het kunstzaaltje van de Rustende Jager (de oude doorrijstal) en Huize Kranenburgh. Vanaf 1966 had het KCB een eigen locatie op Plein 7 in Bergen. Plein 7 was eigendom van de kunstenaars. Sinds 2013 is het KCB gevestigd op de eerste verdieping van de villa van culturele buitenplaats Kranenburgh.

## Lidmaatschap kunstenaars-leden
Het KCB telt zo’n 200 leden. Vanaf het begin vertegenwoordigen de leden allerlei disciplines. Er zijn schilders, componisten, schrijvers, muzikanten, theatermakers, tekenaars, fotografen, beeldhouwers en keramisten. Gezien de diversiteit aan disciplines worden er verschillende activiteiten georganiseerd, waaronder tentoonstellingen. Ook heeft het KCB literaire bundels en elpees uitgebracht.
Leden worden toegelaten op basis van een ballotageprocedure. Een toetsingscommissie Beroepsmatigheid adviseert het bestuur van het Kunstenaarscentrum Bergen welke kunstenaars in aanmerking komen om toegelaten te worden tot het KCB. Criteria die daarvoor gelden zijn de opleiding en vakmanschap van de aanvrager, de artistieke kwaliteit van het werk, waarbij de autonome zeggingskracht en de ontwikkeling van het oeuvre belangrijke criteria zijn, marktgerichte activiteiten, zoals blijkt uit de frequentie, aard en plaats van tentoonstellingen, het opgenomen zijn in documentatiebestanden, deelname aan verwervingsronden voor kunstuitleen en inschrijving voor opdrachten, en tot slot, erkenning van het kunstenaarschap door derden, zoals die blijkt uit aankopen, opdrachten, subsidies, prijzen of bekroning van overheidswege of andere ter zake kundige instanties.
Het KCB verleende het erelidmaatschap aan Simeon ten Holt, Kees de Kort, Gerard van der Leeden, Louk van Meurs-Mauser, Geert-Jan van Meurs en David Kouwenaar.

## Ledententoonstellingen
Het KCB organiseert het gehele jaar wisselende tentoonstellingen voor zijn leden en gasten. Een roemruchte tentoonstelling was die van augustus 1956, waarop werk werd geëxposeerd van de werkende leden David Kouwenaar, Lucebert en Jaap Mooy en van twee gastkunstenaars, R.J. (Georges) Ides en Arnold Reemer. De kunstwerken op de tentoonstelling leidden tot veel commotie en de tentoonstelling werd na twee dagen gesloten.
Recente ledententoonstellingen zijn onder meer:
- 2010: Het wintert.
- 2013: Onder de leden.
- 2016: Contrasten. Fototentoonstelling.
- 2017: Kunst = een veelkoppige draak.

In oktober 2022 vierde het KunstenaarsCentrumBergen in Museum Kranenburgh zijn 75-jarig bestaan met een grote jubileumtentoonstelling getiteld De Toekomst is NU.

## Archief
Het archief van het Kunstenaars Centrum Bergen (KCB), 1947-1992 bevindt zich in het Regionaal Archief Alkmaar.